# 31-я дивизия ПВО

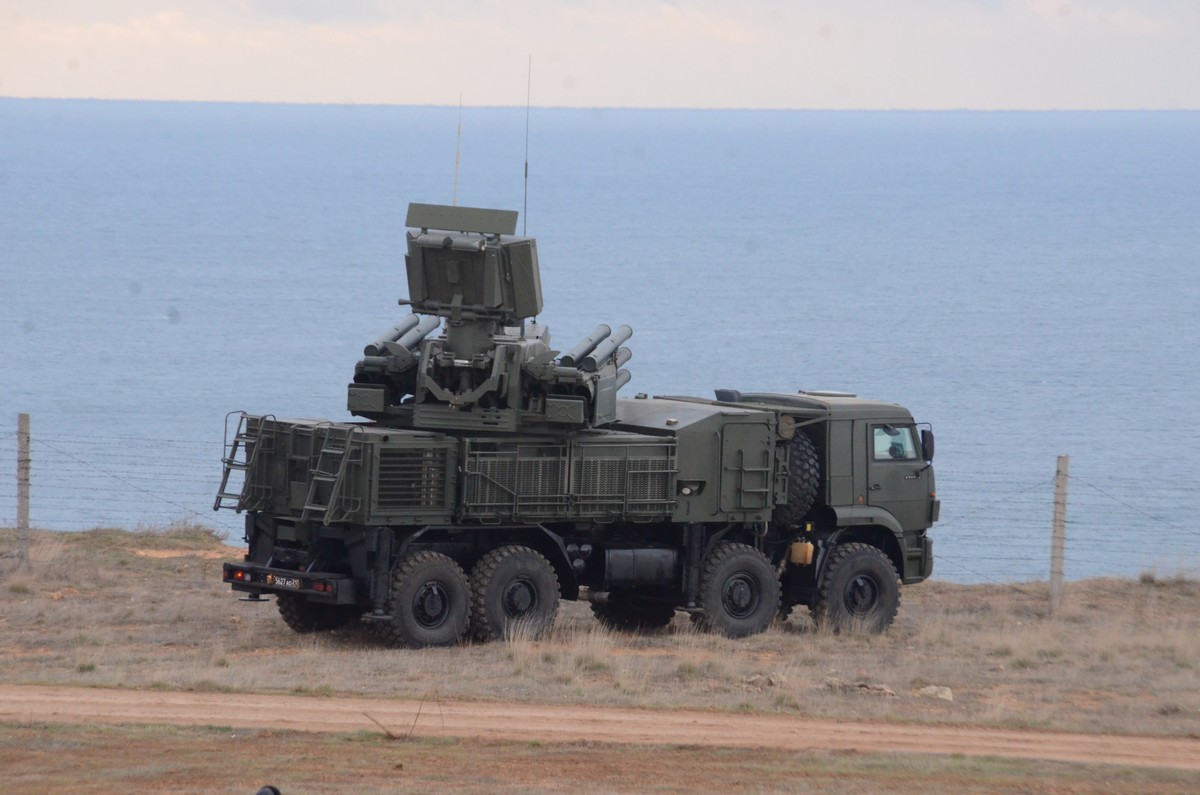
Заступление на боевое дежурство расчётов ЗРПК Панцирь-С1 18-го гвардейского зенитного ракетного полка 31-й дивизии ПВО.

31-я дивизия ПВО (в/ч 03121) — соединение ПВО в составе ВКС РФ. Штаб расположен в Севастополе.

## История
Севастопольская бригада ПВО берёт начало с создания 25 января 1957 года Крымской Дивизии ПВО в составе:
- Управление дивизии;
- 1007-й зенитный артиллерийский полк среднего калибра (в/ч 48589);
- 1014-й гвардейский артиллерийский полк среднего калибра;
- 1040-й Краснознамённый зенитный артиллерийский полк среднего калибра(в/ч 09692);
  - 534-й отдельный зенитный артиллерийский дивизион среднего калибра (в/ч 72168);
  - 107-й зенитный артиллерийский полигон (в/ч 81246);
  - 169-я артиллерийская метеорологическая станция;
  - 596-я школа младших специалистов зенитной артиллерии (в/ч 15122);
- 14-й отдельный радиотехнический полк ПВО в составе:
  - Управление полка (в/ч 95105);
  - 3122, 3123, 3124, 3126, 1932-я радиолокационные роты ПВО;
  - 6177, 6179-й радиолокационные посты ПВО;
  - 642-й пункт сбора и обработки донесений;
  - 137-й отдельный радиотехнический батальон ПВО в составе:
  - Управление батальона (в/ч 90489);
  - 3127, 2286-я радиолокационные роты ПВО;
  - 6180, 203-й радиолокационные посты ПВО;
- 20-й отдельный радиотехнический центр ПВО;
- Контрольно-ремонтная автомобильная станция;
- 568-я школа специалистов РТВ;
- 63-я отдельная рота ГП РТВ дивизии;
- 222-й узел связи ПВО ЧФ (в/ч 03121);
- 760-я отдельная радиорелейная рота ПВО (в/ч 81368);
- 181 авиационная дивизия

1 апреля 1960 года Крымская дивизия ПВО была переформирована в 1 дивизию ПВО.
В 1989 году управление 1 д ПВО было объединено с управлением 21 д ПВО и образовано управление 60-го корпуса ПВО с дислокацией в г. Одесса.
После аннексии Крыма Российской Федерацией в 2014 году в исторических зданиях 1 Д ПВО была создана 31 Д ПВО.
9 мая 2017 года на территории соединения был открыт первый в России православный храм в честь святых воинов Александра Пересвета и Андрея Осляби Радонежских.
17 декабря 2018 года на территории соединения открылась выставочная площадка военно-патриотического парка культуры и отдыха «Патриот».

## Структура
- 12-й зенитный ракетный полк, г. Севастополь;
- 18-й гвардейский зенитный ракетный полк, г. Феодосия, п. Гвардейское;
- 3-й радиотехнический полк, Севастополь.

## Командиры
Крымской дивизии ПВО
- генерал-майор авиации Маркелов, Андрей Гаврилович (12.01.1957)
- полковник Титов, Григорий Наумович (17.09.1958).

Командир 1-й дивизии ПВО:
- генерал-майор Селиванов, Виктор Григорьевич (14.10.1968)
- полковник Артемьев, Владимир Александрович (20.12.1978)
- генерал-майор Челюскин, Геннадий Гаврилович (05.01.1982)
- полковник Ткачёв, Владимир Васильевич (16.06.1988 по 29.06.1989).

Командир 31-й дивизии ПВО:
- генерал-майор Верепаха, Николай Васильевич (c 1.12.2014 по 06.06.2019)
- генерал-майор Куликов Владимир Михайлович ( с 06.06.2019 по 20.06.2020)
- генерал-майор Жилавый Павел Васильевич ( с 20.06.2020 по н.в)